# Marc Forster

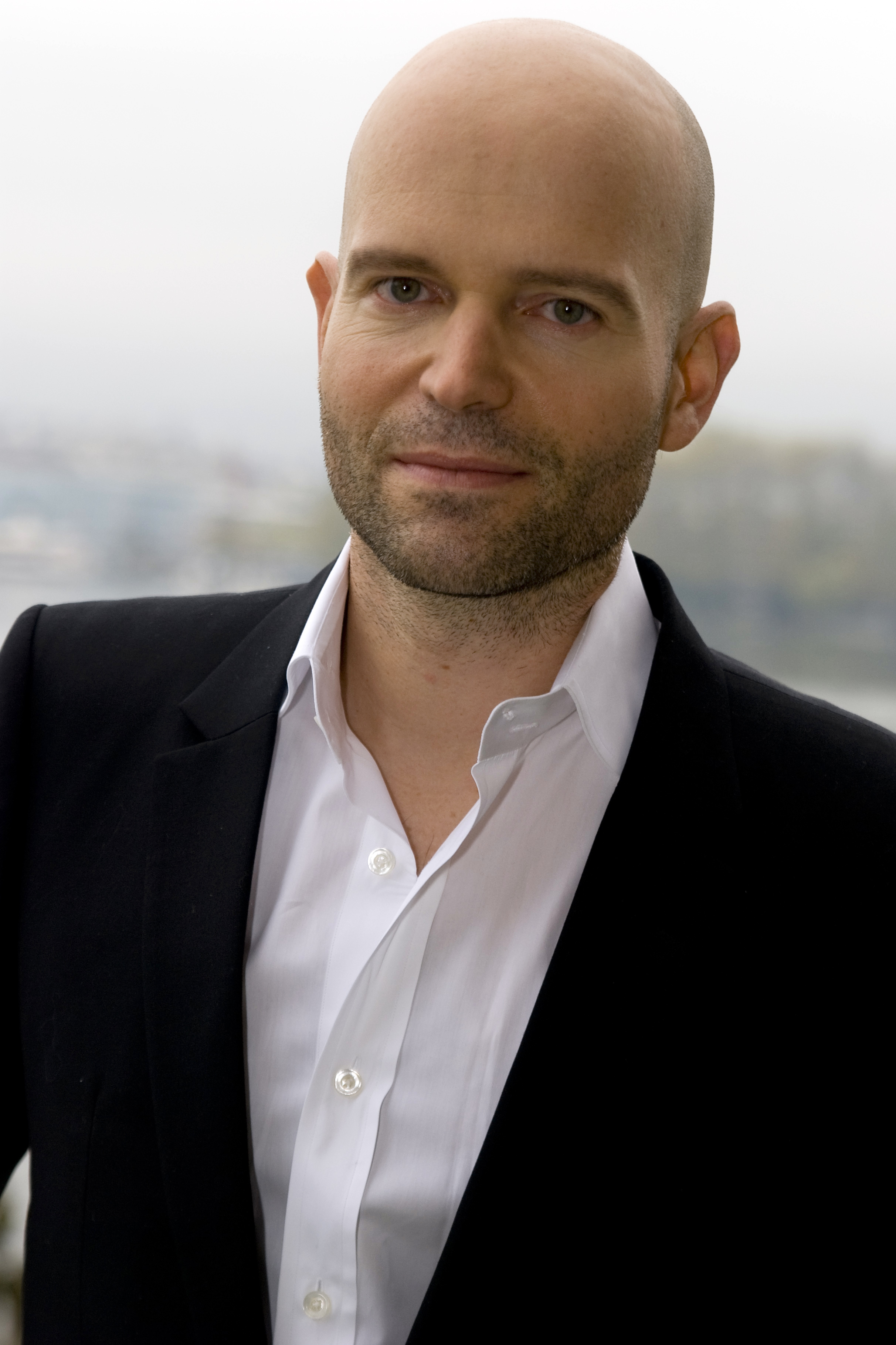
Marc Forster (2008)

Marc Forster (* 30. November 1969 in Ulm) ist ein deutsch-schweizerischer Filmregisseur, Filmproduzent und Drehbuchautor. Bekannt wurde er durch Filme wie Wenn Träume fliegen lernen (2004), Schräger als Fiktion (2006), James Bond 007: Ein Quantum Trost (2008) und Christopher Robin (2018).

## Leben
Forster wuchs als Sohn eines deutschen Arztes und Pharmaunternehmers in Illertissen im Landkreis Neu-Ulm auf. Anfang der 1970er Jahre gelangte die Familie dank des wirtschaftlichen Erfolges seines Vaters zu einigem Wohlstand. Als sie sich durch den Terror der RAF bedroht sah, wanderte die Familie in Forsters neuntem Lebensjahr in die Heimat der Mutter nach Davos in der Schweiz aus, wo er die Jugendzeit verbrachte. Zusammen mit seinem Bruder Peter besuchte er für sechs Jahre das Institut Montana auf dem Zugerberg, um die Matura zu erlangen. Nach dem Gymnasium studierte Forster 1990 an der Tisch School of the Arts der New York University.
Im Juni 2008 erhielt Forster das Schweizer Bürgerrecht und wurde zum Ehrenbürger von Davos ernannt.

## Karriere
Mit einem Budget von 10.000 US-Dollar drehte er 1995 den experimentellen Film Loungers, mit dem er beim Slamdance Film Festival den Publikumspreis gewann. Im Jahr 2000 zog Forster nach Los Angeles. Mit einer Amateurkamera, 100.000 US-Dollar sowie Schauspielern und Technikern, die ohne Lohn arbeiteten, drehte er das Psychodrama Everything Put Together. Es war sein erster Kinofilm und wurde für den Jurypreis des Sundance Film Festival nominiert. 
Das Drama Monster’s Ball wurde 2001 zum großen Erfolg. Halle Berry gewann als erste Afroamerikanerin einen Oscar als beste Hauptdarstellerin. Sein halb-fiktionaler Film Wenn Träume fliegen lernen, Originaltitel Finding Neverland, handelt vom Peter-Pan-Autor J. M. Barrie. Die Geschichte weicht allerdings stark vom tatsächlichen Leben Barries ab. Mit Johnny Depp und Kate Winslet in den Hauptrollen wurde der Film für fünf Golden Globes nominiert und erhielt sieben Oscar-Nominierungen, darunter Bester Film und Bester Hauptdarsteller. 
2005 erschien der Psychothriller Stay mit Ewan McGregor und Naomi Watts, der von den Kritikern für die technische Umsetzung gelobt wurde, allerdings häufig als verwirrend und oberflächlich kritisiert wurde. Sein Folgefilm Schräger als Fiktion handelte von einem Menschen, der feststellen muss, dass er eine Romanfigur ist und sterben soll. Mit der Romanverfilmung Drachenläufer drehte er danach den ersten amerikanisch finanzierten Film, der mehrheitlich unter Afghanen spielte. 
Marc Forster führte bei Ein Quantum Trost, dem 22. James-Bond-Film, für den Paul Haggis das Drehbuch schrieb, Regie. In deutschen Kinos war der Film ab November 2008 zu sehen. 2011 wurde der Film Machine Gun Preacher veröffentlicht, bei dem Forster Regie führte. Der Film basiert auf dem Leben Sam Childers.
Forster hat 2005 in der HIV-Präventionskampagne des Bundesamtes für Gesundheit mitgewirkt.
Von 1995 bis 2011 arbeitete er regelmäßig mit dem Kameramann Roberto Schaefer zusammen, ab 2015 wurde Matthias Königswieser sein Nachfolger. Seit Monster's Ball mit Unterbrechung von All I See Is You ist Matt Chessé sein Filmeditor.

## Auszeichnungen
- Seit 2005 Mitglied der Academy of Motion Picture Arts and Sciences, die jährlich den Oscar vergibt.
- 2005: Der Dokumentarfilm Marc Forster – Von Davos nach Hollywood zeichnet seinen Erfolgsweg nach.
- 2008: SwissAward in der Kategorie Showbusiness ausgezeichnet.
- 2008: Ehrenbürgerrecht von Davos[6]

## Filmografie
- 1995: Loungers
- 2001: Everything Put Together
- 2001: Monster’s Ball
- 2004: Wenn Träume fliegen lernen (Finding Neverland)
- 2005: Stay
- 2006: Schräger als Fiktion (Stranger Than Fiction)
- 2007: Drachenläufer (The Kite Runner)
- 2008: James Bond 007: Ein Quantum Trost (Quantum of Solace)
- 2011: Machine Gun Preacher
- 2013: World War Z
- 2015: Hand of God (Fernsehserie, 2 Folgen)
- 2016: All I See Is You
- 2018: Christopher Robin
- 2022: Ein Mann namens Otto (A Man Called Otto)
- 2023: White Bird (White Bird: A Wonder Story)